# ایگل داینامیکس
ایگل داینامیکس (انگلیسی: Eagle Dynamics) شرکت بازی ویدئویی روسی است، که در سال ۱۹۹۱ تأسیس شد.